# Jean Lamoureux
Pour les articles homonymes, voir Jean Lejeune (homonymie) et Lejeune.
Jean Lamoureux, de son vrai nom Jean Lejeune (né le 21 avril 1880, mort de la grippe espagnole le 13 novembre 1918 à Herstal),, est un écrivain et un poète belge de langue wallonne.

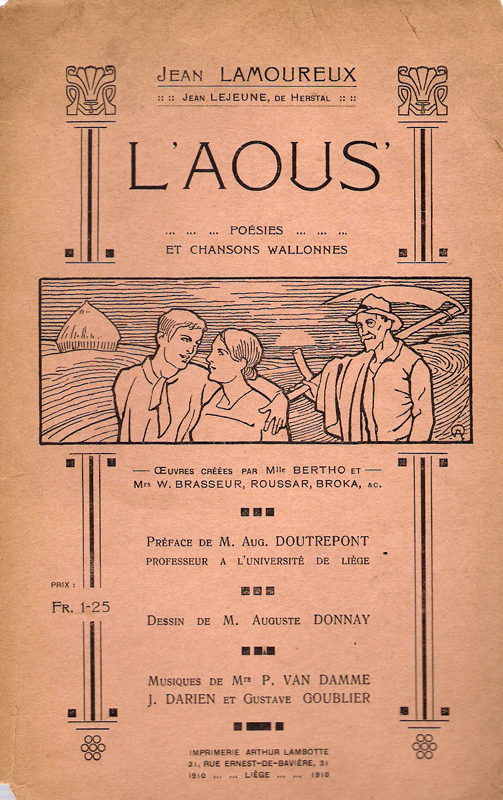
Un de ses recueils

## Biographie
Il publia entre autres un recueil de poèmes et chansons en 1910, L'Aous′ (La Moisson), dont la couverture est illustrée par Auguste Donnay.
Une rue de Herstal porte son nom. Sa tombe se trouve sur le cimetière de La Licourt à Herstal.

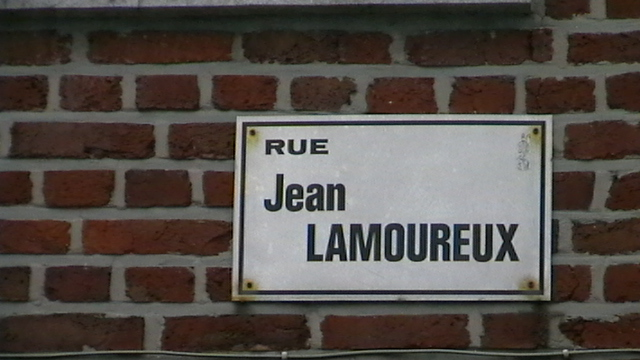
Plaque de la rue à son nom

Jean Lamoureux est le père de la philologue Rita Lejeune et de l'historien Jean Lejeune et le grand-père du politicien Jean-Maurice Dehousse.